# Saint-Genès-du-Retz
Saint-Genès-du-Retz ist eine französische Gemeinde mit 463 Einwohnern (Stand: 1. Januar 2022) im  Département Puy-de-Dôme in der Region Auvergne-Rhône-Alpes. Die Gemeinde gehört zum Arrondissement Riom und zum Kanton Aigueperse.

## Lage
Saint-Genès-du-Retz liegt etwa 23 Kilometer nordnordöstlich von Riom. Umgeben wird Saint-Genès-du-Retz von den Nachbargemeinden Gannat und Poëzat im Norden, Charmes im Nordosten, Effiat im Osten und Südosten, Montpensier im Süden, Vensat im Süden und Südwesten sowie Saint-Priest-d’Andelot im Westen und Nordwesten.

## Weblinks

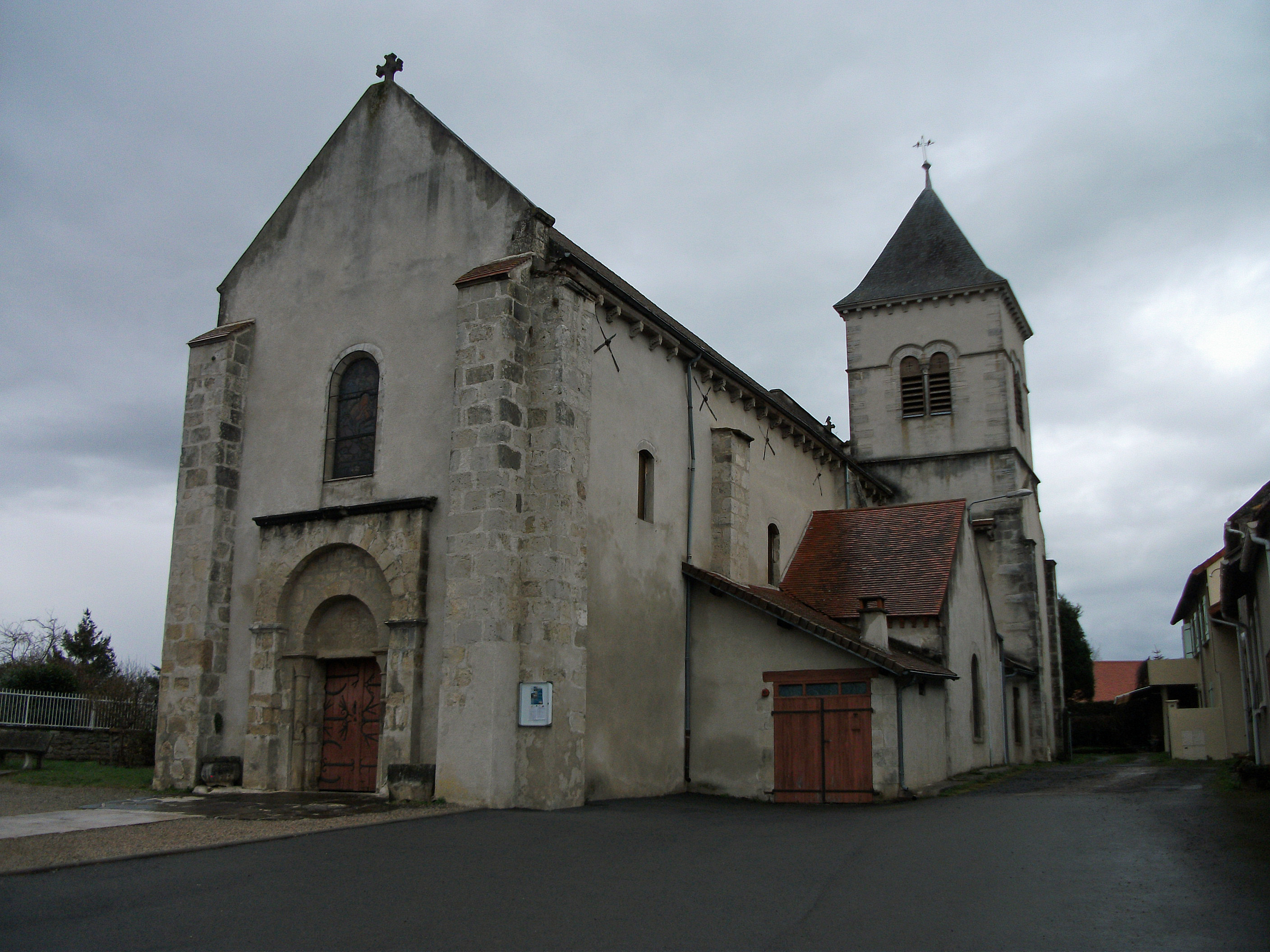
Kirche Saint-Bénilde

## Bevölkerungsentwicklung
| Jahr                       | 1962 | 1968 | 1975 | 1982 | 1990 | 1999 | 2008 | 2013 |
| Einwohner                  | 371  | 392  | 358  | 357  | 416  | 431  | 474  | 497  |
| Quellen: Cassini und INSEE |      |      |      |      |      |      |      |      |

## Sehenswürdigkeiten
- Kirche Saint-Bénilde